# Matt Lojeski
Matthew Thomas „Matt” Lojeski (ur. 24 lipca 1985 w Racine) – amerykański koszykarz, występujący na pozycjach rzucającego obrońcy oraz niskiego skrzydłowego, posiadający także belgijskie obywatelstwo, obecnie zawodnik AEK-u Ateny.
12 sierpnia 2017 został zawodnikiem greckiego Panathinaikosu Ateny.
4 sierpnia 2019 dołączył do tureckiego Tofas Bursa.
25 lipca 2020 został zawodnikiem greckiego AEK-u Ateny.

## Osiągnięcia
Stan na 25 lipca 2020, na podstawie, o ile nie zaznaczono inaczej.
College
- Most Outstanding Player (MOP=MVP) turnieju Rainbow Classic (2006)
- Zaliczony do:
  - I składu:
    - turnieju:
      - NJCAA (2004)
      - Great Alaska Shootout (2006)

    - najlepszych nowo przybyłych zawodników konferencji Western Athletic (WAC – 2006)

  - II składu WAC NCAA (2007)
  - III składu NJCAA All-American (2005)

Drużynowe
- Mistrz:
  - Pucharu Interkontynentalnego FIBA (2013)
  - Grecji (2015, 2016, 2018, 2019)
  - Belgii (2012, 2013)
- Wicemistrz:
  - Euroligi (2015, 2017)
  - Grecji (2014, 2017)
- Zdobywca pucharu:
  - Grecji (2019)
  - Belgii (2010, 2013)
- Finalista:
  - Pucharu Belgii (2011)
  - Superpucharu Belgii (2010, 2012)

Indywidualne
- MVP:
  - ligi belgijskiej (2009, 2013)
  - Pucharu Belgii (2013)
  - I tygodnia rozgrywek Eurocup (2012/13)
- Lider strzelców:
  - finałów Euroligi (2015)
  - ligi belgijskiej (2009)

Reprezentacja
- Uczestnik mistrzostw Europy (2015 – 13. miejsce)